# Jürg Wyttenbach
Jürg Wyttenbach (ur. 2 grudnia 1935 w Bernie, zm. 22 grudnia 2021 w Bazylei) – szwajcarski kompozytor, pianista i dyrygent.

## Życiorys
W latach 1945–1954 studiował w konserwatorium w Bernie u Kurta von Fischera (teoria) i Sándora Veressa (kompozycja), następnie od 1955 do 1957 roku kształcił się u Yvonne Lefébure (fortepian) i Josepha Calveta (kameralistyka) w Konserwatorium Paryskim. W latach 1958–1959 odbył studia pianistyczne u Karla Engela w Hochschule für Musik w Hanowerze. Wykładał w szkole muzycznej w Biel/Bienne (1959–1967) oraz w konserwatoriach w Bernie (1962–1966) i Bazylei (od 1967). 
Występował jako dyrygent i pianista, m.in. z działającym pod auspicjami Międzynarodowego Towarzystwa Muzyki Współczesnej zespołem Basler Ensemble, którego był współzałożycielem. Zdobył I nagrodę w konkursie kompozytorskim im. Béli Bartóka (1958), nagrodę na międzynarodowym konkursie wykonawczym w Genewie (1959) i nagrodę kompozytorską Schweizerischer Tonkünstlerverein (2003).

## Twórczość
Swoje kompozycje pisał najczęściej dla zaprzyjaźnionych wykonawców, stąd w jego twórczości brak muzyki symfonicznej. Początkowo obracał się w kręgu postwebernowskiego języka muzycznego, później zwrócił się w kierunku muzyczno-teatralnych eksperymentów zainspirowanych twórczością Györgya Ligetiego i Mauricia Kagela. Interesował się rolą ekspresji i dramaturgicznej roli gestu w procesie wykonywania muzyki, tworząc teatr instrumentalny będący kolażem luźnych epizodów, pozbawionych ciągłości akcji.

## Wybrane kompozycje
(na podstawie materiałów źródłowych)

### Utwory orkiestrowe
- Koncert fortepianowy (1964, zrewid. 1973 i 1977)
- Anrufungen und Ausbruch na instrumenty dęte drewniane i blaszane (1966)
- Conteste na orkiestrę kameralną (1969)
- A memoria... na orkiestrę smyczkową (2001)
- marcia FUN na skrzypce i orkiestrę (2007)

### Utwory kameralne
- Sonata na obój (1962, zrewid. 1972)
- 3 Sätze na obój, harfę i fortepian (1963)
- Divisions na fortepian i 9 solowych instrumentów smyczkowych (1964)
- Nachspiel na 2 fortepiany (1966)
- Paraphrase na flet i fortepian (1968)
- Ad libitum na flet lub 3 flety (1969)
- Exécution ajournée na 13 wykonawców (1970)
- Noch weisst du nicht, wess Kind du bist na fortepian, skrzypce i śpiewaka ad libitum (1977)
- Claustrophobie na skrzypce (1979)
- Tarantella na skrzypce (1983)
- schlagZEITschlag na 4 perkusje (1992)
- Flûte alors! na flet i klarnet (1996)
- ...ist doch alles Schall und Rausch na klarnet i harfę (2000)
- Serenade vor Lüftschlössern na flet i instrumenty dęte blaszane (2009)

### Utwory wokalno-instrumentalne
- Sutil und Laar na chór i fortepian na 4 ręce (1964)
- Vier Kanzonen na sopran i wiolonczelę (1964)
- 2 Nonsense Verses, and Epigram and a Madrigal na sopran i wiolonczelę lub fagot (1964)
- Die Matalli na baryton i orkiestrę (1965)
- Lamentoroso na głos i 6 klarnetów (1984)
- Harmonie mit schräger Dámpfung dla śpiewającej skrzypaczki (1990)
- Laut Káfig na sopran i harfę lub gitarę (1997)

### Utwory sceniczne
- Beethoven: Sacré? Sacré Beethoven! na śpiewaka, recytatora i projekcję multimedialną (1977)
- kolaż sceniczny Patchwork an der Wäscheleine (1979)
- komedia madrygałowa Chansons ricochets na 5 śpiewaków (1980)
- krótka opera Hors jeux (1982)
- ENCORE! Tics and Tricks na aktora i wiolonczelę (1987)